# Сипучі піски: Хроніки власної смерті
«Сипучі піски: Хроніки власної смерті» — кінофільм режисера Лоли Уоллеса, що вийшов на екрани в 2006 році.

## Зміст
Гаррету в руки потрапляє щоденник старого дослідника, який знайшов свою загибель у загадкових сипучих пісках. Та крім смертельної небезпеки ті місця зберігають незліченні скарби, древні таємниці, а подорож слідами загиблої експедиції обіцяє незабутні пригоди. Люди, сильні духом як наш герой, просто не в змозі встояти перед настільки привабливими перспективами.

## Ролі
| Актор           | Роль |
| --------------- | ---- |
| Трент Гааґа     | -    |
| Гіларі Шварц    | -    |
| Джош Корнелл    | -    |
| Ворд Робертс    | -    |
| Девід Рейнольдс | -    |
| Денні Секстон   | -    |
| Обрі Дженсен    | -    |
| Брендан Ерлі    | -    |
| Майк Корич      | -    |
| Ной Нейлор      | -    |

## Знімальна група
- Режисер — Лола Воллес
- Сценарист — Том Девлін, Лола Воллес
- Продюсер — Том Девлін, Лола Воллес